# André I de Vladimir
André I de Vladimir, também conhecido de André de Bogoliubovo (em russo: Андрей Боголюбский; romaniz.: Andrei Bogoliubskii; ca. 1111 — Bogoliubovo, 28 de junho de 1174), foi príncipe de Rostóvia de 1157 a 1169 e então grão-príncipe de Vladimir-Susdália de 1169 até a sua morte.

## Vida
André era filho de Jorge Longímano. Em 1149, acompanhou-o em sua conquista de Quieve, mas se recusou a permanecer na capital da Rússia de Quieve, optando por retornar para Vladimir, no Principado de Rostóvia. Após a morte de seu pai em 1157, as cidades de Rostóvia e Susdália elegeram-o príncipe e André transferiu a capital do principado para Vladimir. Em seguida, encorajou colonos a se instalarem no principado, fortificando e aumentando sua capital e construindo igrejas. Em 1162, enviou embaixada a Constantinopla, capital do Império Bizantino, buscando obter o direito de criar sé metropolitana independente em Vladimir com o reverendo Teodoro como bispo.
Externamente, lutou para estender sua autoridade sobre os demais Estados russos. Em 1164, André e Usevolodo fizeram campanha para empurrar a autoridade da Bulgária do Volga a jusante do Volga, no coração da Bulgária. André liderou suas forças de barco até o rio Cama, capturando cinco cidades búlgaras no processo. Sua aproximação da Bulgária se deu a jusante do Cliazma ao Oca e então ao Volga. Em seguida, André também pressionou a República da Novogárdia ao submeter a região do rio Duína do Norte.
Em 1169, saqueou com seus aliados Quieve e André adquiriu o título de grão-príncipe. Ao contrário de seus antecessores, não mudou a capital para Quieve, preferindo residir em Vladimir, e nomeou vários parentes seus para o trono quievano. De imediato, pôs seu irmão Glebo I (1169–1170). No mesmo ano, tentou sem sucesso tomar Novogárdia. Sua interferência descomedida nos poderes tradicionais da alta nobreza (os boiardos) dentro de suas terras hereditárias causou ressentimento e em 1174, estes o assassinaram.

## Descendência
André foi pai de ao menos dois filhos, Jorge e Mistislau. Em 1187, Jorge se casou com a rainha Tamara da Geórgia (r. 1184–1213), porém o casamento não durou muito, com ele sendo exilado em 1189.